# Dobrinka Yankova
Dobrinka Yankova (Sofia, Bulgarije) is een Bulgaars-Nederlandse zangeres (sopraan) en zangpedagoge.

## Biografie en artistiek werk
Na haar gymnasiumopleiding ging zij klassieke solozang en toneel studeren aan het Nationaal Conservatorium "Pantcho Vladigueroff" bij prof. Elena Kisselova. Na het behalen van haar Uitvoerend Musicus diploma maakte zij haar debuut als Leonora (Verdi- Il Trovatore) bij de Opera van Plovdiv. In 1984 won zij Le Grand Prix van het 7e Internationale Opera- en Belcanto- Concours van BRT te Gent, België.
Zij nam deel aan de eerste van de reeks IVC Masterclasses in Den Bosch met Magda Olivero in 1993.
Dobrinka Yankova maakte verschillende televisie- en radio-opnames en trad op in operavoorstellingen en concerten in Bulgarije, België, Duitsland, Frankrijk, Italië, Nederland, Oostenrijk en in andere Europese landen.
In samenwerking met de pianiste Ani Avramova (duo Yankova/Avramova) is de cd Bulgarian Classics opgenomen met werken van Bulgaarse componisten van de twintigste eeuw.

## Operarollen en oratoria
- G. Verdi - Aida (Aida)
- G. Verdi - Amelia (Un Ballo in Maschera)
- G. Verdi - Elisabetta (Don Carlo)
- G. Verdi - Leonora (Il Trovatore)
- G. Verdi - Leonora (La Forza del Destino)
- G. Verdi - sopraanpartij (Requiem)
- B. Britten - sopraanpartij (War Requiem)
- A. Honegger - sopraanpartij (Jeanne d'Arc au bûcher)
- A. Ponchielli - Gioconda (La Gioconda)
- G. Puccini - Tosca (Tosca)
- P. Mascagni - Santuzza (Cavalleria Rusticana)
- A. Borodin - Yaroslavna (Prince Igor)
- P. Tsjaikovski - Tatiana (Eugen Onegin)
- P. Tsjaikovski - Lisa (Pique Dame)
- J. Offenbach - Helene (La Belle Helene)

## Pedagogisch werk
Dobrinka Yankova doceert zang met veel plezier en enthousiasme. Een van haar leerlingen is de jonge Nederlandse sopraan Francis van Broekhuizen, laureate van Internationale concoursen en soliste van Opera Zuid. Dobrinka Yankova is als hoofdvakdocente klassieke zang verbonden aan het Utrechts conservatorium van de HKU en heeft daarbij een privé-lespraktijk.